# Here Comes Peter Cottontail: The Movie
Here Comes Peter Cottontail: The Movie es una película infantil de animación por computadora estadounidense de 2018 dirigida por Mark Gravas y basada en la serie de 1971: Here Comes Peter Cottontail.
Fue distribuida por DreamWorks Classics y estrenada en televisión el 14 de abril de 2019 por Cartoon Network. El film destaca por sus escenas musicales, entre las que se encuentra una adaptación pop del tema de apertura interpretado por Kai Fitzgerald.

## Reparto
| Actor (voz)       | Personaje/s                         |
| Tom Kenny         | Peter Cottontail / Junior / Antoine |
| Roger Moore       | January Q. Irontail                 |
| Molly Shannon     | Jackie Frost                        |
| Christopher Lloyd | Seymour S. Sassafrass               |
| Miranda Cosgrove  | Munch                               |
| Kenan Thompson    | Flutter                             |
| Greg Berg         | Montresor                           |
| David Koechner    | Wind                                |
| Dee Bradley Baker | Chunk                               |
| Terri Douglas     | Sophie                              |
| Niecy Nash        | Mama Robin                          |
| Jill Talley       | Mama Cottontail                     |
| Mona Marshall     | Madré Mouse                         |